# Valeriano de Abbenza
Valeriano (✡377 ─ ✝457) foi um bispo de Abbenza, no norte da África, martirizado em 457 depois de se recusar a entregar os utensílios sagrados de sua igreja aos vândalos liderados pelo ariano Geiserico. Conta a lenda que ele foi expulso da cidade para morrer no deserto.